# Eisenbahnunfall bei Ummendorf

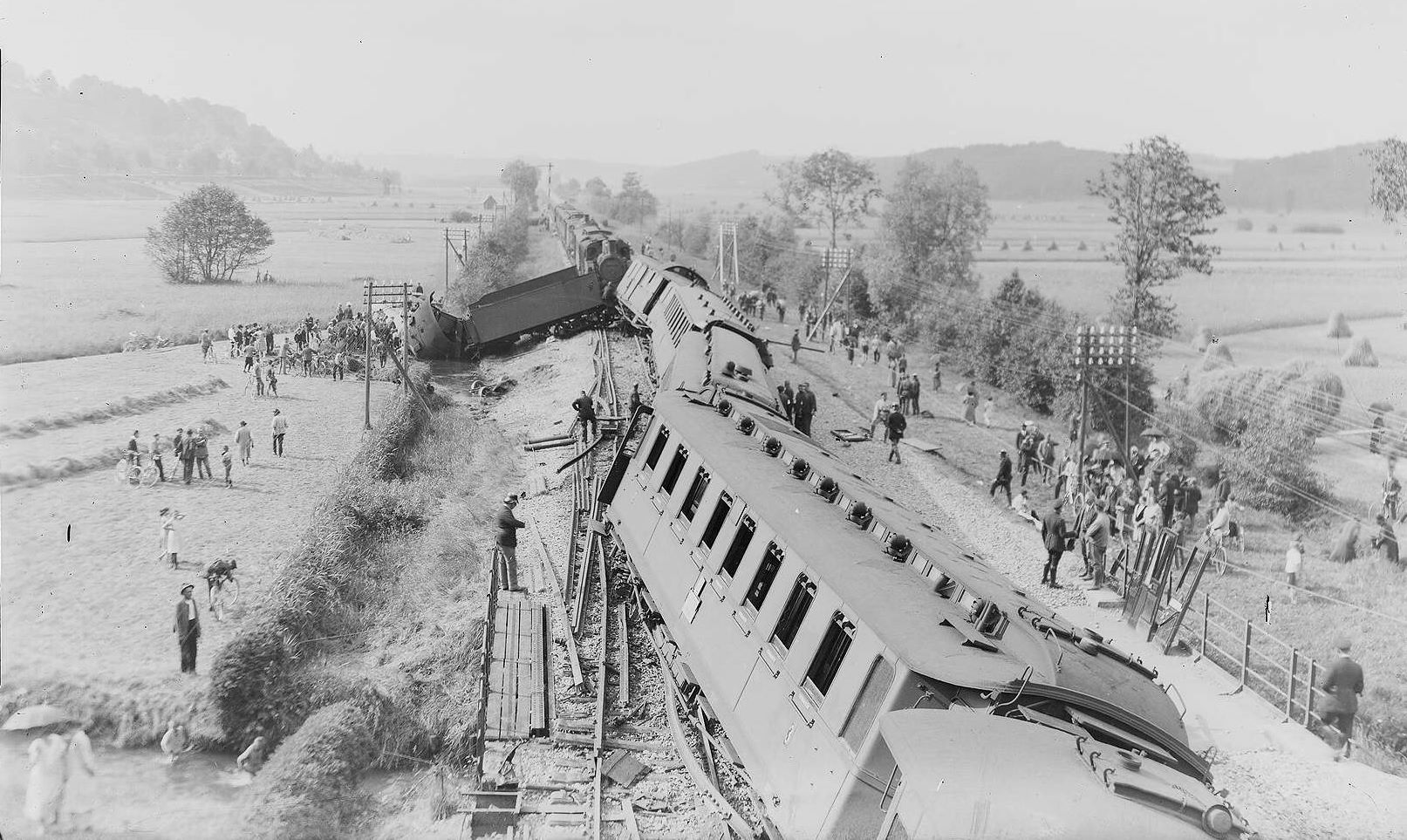
Zugunglück bei Ummendorf

Beim Eisenbahnunfall bei Ummendorf entgleiste am 23. Juni 1928 ein Schnellzug, wodurch 31 Personen verletzt wurden.

## Geschichte
Der von der Dampflokomotive 18 107 der Baureihe 18.1 (vormals Baureihe C der Königlich Württembergischen Staatseisenbahnen) gezogene Schnellzug D 135 fuhr am 23. Juni 1928 auf der Südbahn von Friedrichshafen über Ulm nach Stuttgart.
Zwischen Ummendorf und Biberach war zu dieser Zeit aufgrund von Bauarbeiten ein eingleisiger Betrieb eingerichtet. Die Streckengeschwindigkeit betrug planmäßig 100 km/h. Die Überleitung im Bahnhof Ummendorf war für maximal 45 km/h freigegeben. Da der Zug sie mit einer Geschwindigkeit von etwa 60–75 km/h befuhr, entgleiste die Lokomotive und kam quer zur Fahrtrichtung auf dem Bahndamm zu liegen. Mindestens fünf Personenwagen entgleisten, ohne dass die Kupplungen brachen, und kamen in Schräglage auf dem Bahndamm zu stehen. Dabei wurden 31 Personen verletzt.
Das Deutsche Rote Kreuz und ein von einer Dampflok der Baureihe 75 (vormals Baureihe T 5 der Württembergischen Staatseisenbahn) gezogener Hilfszug kümmerten sich an der Unfallstelle um die Verletzten und die erforderlichen Aufräumarbeiten. Die Bergungsarbeiten gestalteten sich sehr schwierig, da kein schweres Gerät an die Unfallstelle gebracht werden konnte, und dauerten mehrere Tage.

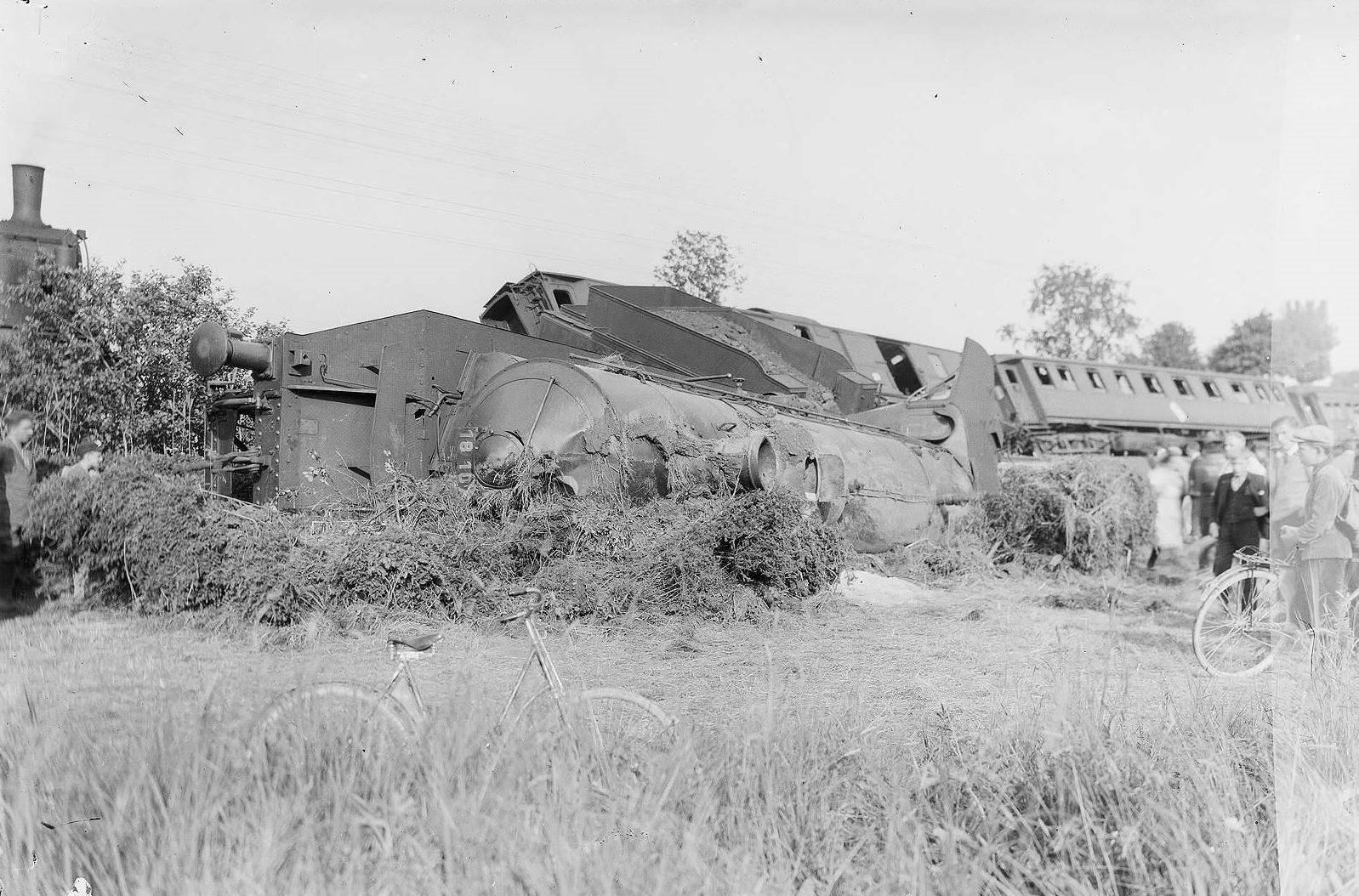
Entgleiste Dampflokomotive 18 107
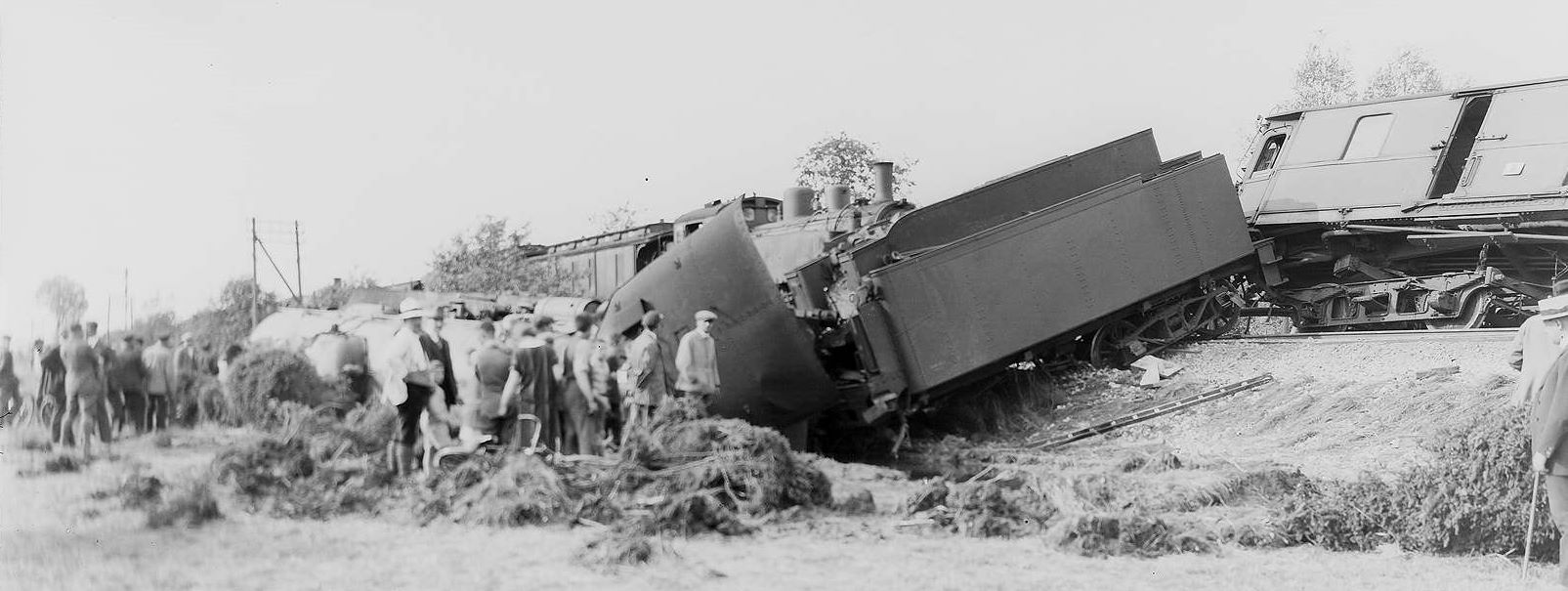
Entgleiste Dampflokomotive 18 107 und dahinter Dampflok der Baureihe 75 des Hilfszuges
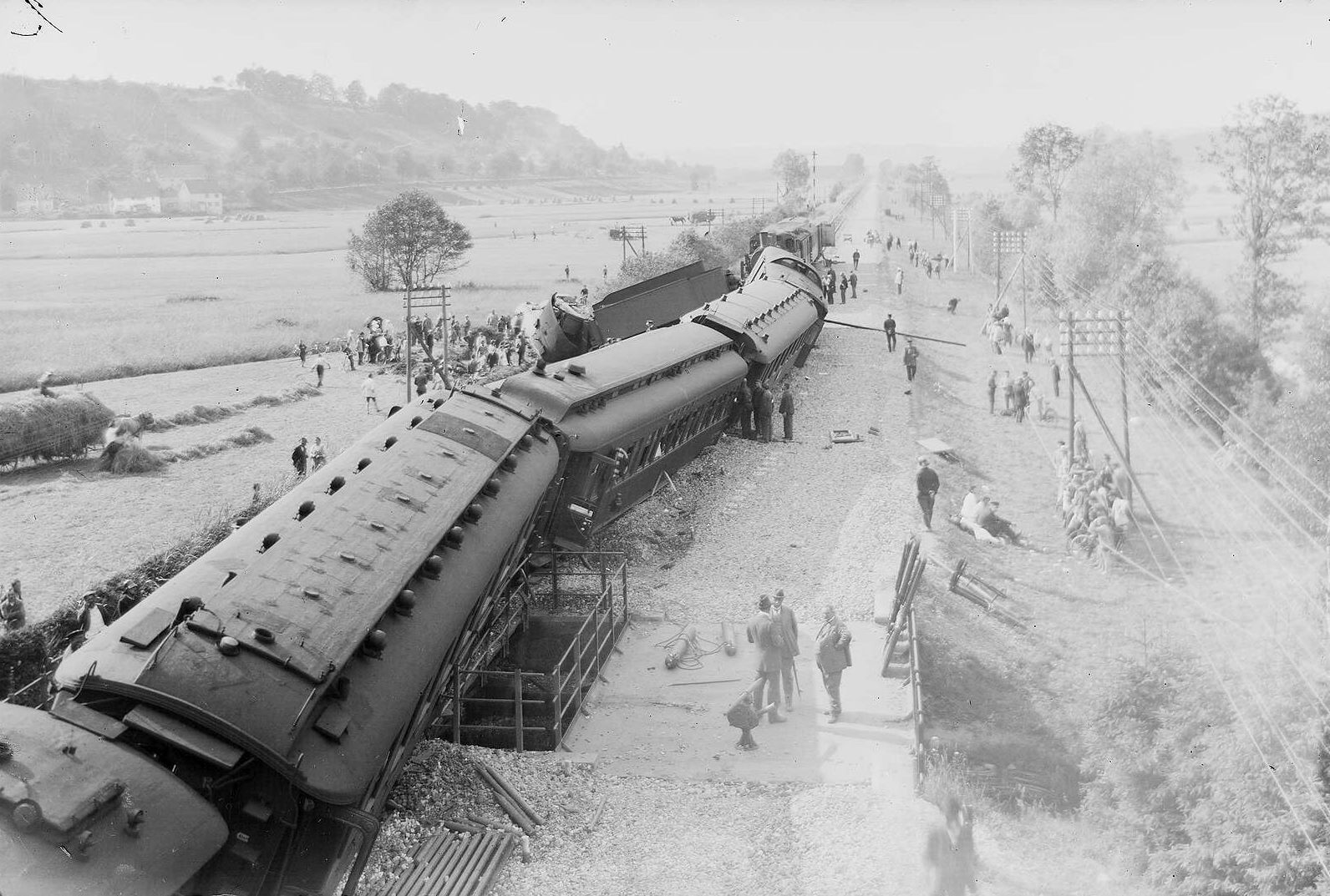
Entgleiste Personenwagen